# みんなの2020バンバンジャパーン!
『みんなの2020バンバンジャパーン!』は、NHKEテレで2017年4月28日以降のほぼ毎月最終週土曜日22時00分から22時45分まで放送されているバラエティ番組、ドキュメントバラエティ。前身となった国際交流バラエティ番組「2020 TOKYOみんなの応援計画」も一部解説する。

## 概要
2020年東京オリンピック開催に伴う外国人観光客の増加に対して日本国内で起こっている国際化社会的出来事や、日本の外国人のプライベートに密着取材。
来日した外国人と日本人との行動のギャップを瞬間メタルが再現する会話劇「勘違いイブンカ劇場」や、特殊な技能を持った在日外国人を紹介する「となりのペリーさん」のコーナーのほか、不定期にEテレの語学教育番組とのコラボレーションを放送する。

## 放送日時
- 2020TOKYOみんなの応援計画[3]
  - 本放送：ほぼ毎月最終週金曜日22時00分から22時45分まで
  - 放送期間：2016年9月30日 - 2017年3月31日
- みんなの2020バンバンジャパーン!
  - 本放送：NHK Eテレ ほぼ毎月最終週土曜22時-22時45分
  - 放送期間：2017年4月29日 -
  - 再放送：本放送があった翌月第1週土曜 午前0時-0時45分（金曜深夜）
    - ※月最終週土曜の本放送時間に、ほかに特集番組があった場合はそちらを優先し当番組は休止する。

## 主な出演者

### 司会
- SHELLY（2020TOKYOみんなの応援計画から継続出演、バンバンジャパーンの司会は2017年のみ）
- ハリー杉山（司会は2018年1月27日-）

### コーナー出演
- 勘違イブンカ劇場
  - 瞬間メタル[1]
- レポーター
  - ウエストランド（主に井口）
  - マテンロウ（第3回のみ）

## 放送リスト
| 放送日 | サブタイトル（主な内容） | 出演（主なゲスト） |
| ------ | ------------------------ | ------------------ |

みんなの2020バンバンジャパーン!
|  | サブタイトル                         | 放送日 | 放送日                                     | 司会       | 出演（主なゲスト）                                                            |
|  | ------------------------------------ | ------ | ------------------------------------------ | ---------- | ----------------------------------------------------------------------------- |
|  | 国歌プロ／モンゴル文化／山谷観光地化 | 2017年 | 4月28日                                    | SHELLY     | 秋元真夏（乃木坂46/出演当時） イーラン 森迫永依 柿次郎                        |
|  | アニソン歌手目指すイギリス人女性     | 2017年 | ルー大柴 葵わかな マックスウェル・パワーズ | SHELLY     | 5月27日                                                                       |
|  | ジオラマ／西葛西インド／英語キッズ   | 2017年 | 内藤大助 柿次郎                            | SHELLY     | 6月24日                                                                       |
|  | アフロ三味線                         | 2017年 | 7月29日                                    | SHELLY     | ハリー杉山 ワッシー・ヴィンセント・ジュニア                                   |
|  | けん玉ワールドカップ                 | 2017年 | 9月30日                                    | SHELLY     | 渡部建（アンジャッシュ） 宮下純一 堀口ミイナ ルース・マリー・ジャーマン・白石 |
|  | 中国出身スーホさんの日本縦断旅       | 2017年 | 10月28日                                   | SHELLY     | ふかわりょう                                                                  |
|  | 渋谷のゴミ拾い侍                     | 2017年 | 11月25日                                   | SHELLY     | 武井壮 マックスウェル・パワーズ 浜辺美波                                      |
|  | 長野アウトドア・ガイド               | 2018年 | 1月27日                                    | ハリー杉山 | 金子貴俊                                                                      |
|  | おたく外国人来日                     | 2018年 | 2月24日                                    | ハリー杉山 | 中山エミリ                                                                    |
|  |                                      | 2018年 | 3月24日                                    | ハリー杉山 |                                                                               |
|  | 接客英会話のプロ ほか                | 2018年 | 7月28日                                    | SHELLY     | 辻仁成                                                                        |